# Лінійне (Білогірський район)
Ліні́йне (до 1948 — Чуча-Вакиф, крим. Çuça Vaqıf) — село в Україні, у Білогірському районі Автономної Республіки Крим.

## Після анексії Криму Росією
Після анексії Криму Росією у 2014 році, постала проблема з водопостачання на півночі Криму. Щороку оголошується режим надзвичайної ситуації через посуху. У червні 2018 року на місцевих мешканців села Лінійне були накладені адміністративні покарання у вигляді штрафів, загальна сума яких склала 7000 рублів (близько 3 тисяч гривень) за виявлені два факти видобутку підземних вод без ліцензії на право користування ділянками надр місцевого значення, які встановлені окупаційною владою. Люди використовували ресурси з свердловин для поливу сільгоспугідь..
На виконання Закону України від 23 серпня 2023 року № 3334-IX «Про внесення змін до деяких законодавчих актів України щодо вирішення окремих питань адміністративно-територіального устрою Автономної Республіки Крим» та ліквідації Нижньогірського району, село увійшло до складу Білогірського району.